# Pelidnota satipoensis
Pelidnota satipoensis är en skalbaggsart som beskrevs av Demez och Soula 2010. Pelidnota satipoensis ingår i släktet Pelidnota och familjen Rutelidae. Inga underarter finns listade i Catalogue of Life.